# Юліян Здюшинський
Юліян Здюшинський (хресне ім'я Іван; 1743, Перемишльська земля — 11 вересня 1817, Жовква) — український церковний діяч, священник-василіянин, педагог, протоігумен провінції Найсвятішого Спасителя (1803–1810), архимандрит Жовківського монастиря у 1812–1817 роках.

## Життєпис
Народився у 1743 році на теренах Перемишльської землі. Після двохрічного курсу морального богослов'я 27 серпня 1774 року вступив до Василіянського Чину на новіціят у Добромильський монастир. Після року новіціятського випробовування в 1775 році склав вічні обіти та відправлений до Замостя на філософські студії. Звідти переїхав на богословські студії до Львова, де під час навчання отримав священичі свячення.
По завершенні навчання призначений на 1777–1779 роки професором граматики та синтаксису Дрогобицької василіянської гімназії. У 1779 році скерований до монастиря святого Юрія у Львові для виконання обов'язків прокуратора справ Галицької провінції. Через три роки переселився до Львівського монастиря святого Йоана Богослова, продовжуючи виконувати обов'язки прокуратора. Через рік та шість місяців призначений ігуменом Львівського монастиря святого Онуфрія і виконував цей обов'язок упродовж 30 років (1782–1812). На провінційній капітулі в Крехові 1803 року був обраний протоігуменом Галицької провінції Найсвятішого Спасителя (до 1810 року). В 1812–1817 роках був Жовківським архимандритом.
Помер 11 вересня 1817 року в Жовкві.